# Addáj Šér
Ibrahím Addáj Šér (syrsky ܐܕܝ ܫܝܪ, psán i Addai nebo Addaï a Scher, Sher nebo Sheir;  3. března 1867 Šaklava – červenec 1915 Tanze) byl poslední chaldejskokatolický arcibiskup Seertu (Siirt), orientalista a polyglot zavražděný během genocidy anatolských křesťanů v Osmanské říši.

## Život
Addáj Šér se v rodině kněze chaldejské katolické církve, takže se od svého otce v mládí naučil syrsky. Předčasná smrt matky ho přiměla soustředit se na asketický život. V roce 1880 vstoupil do semináře sv. Jana v Mosulu, institutu založeného v roce 1878 řádem bratří kazatelů. Tam studoval syrštinu, aramejštinu (chaldejštinu), arabštinu, francouzštinu, latinu a turečtinu, a také filozofii a teologii.
15. srpna 1889 byl Addáj Šér vysvěcen na kněze. Byl poslán do své rodné vesnice, kde učil na církevní škole. Později sloužil jako asistent arcibiskupa Kirkúku. Naučil se také hebrejsky, řecky, persky a kurdsky a psal také německy a anglicky.
Dne 18. srpna 1902 byl Addáj Šér jmenován chaldejským eparchou v Seertu. Biskupské svěcení přijal následujícího 30. listopadu od babylónského patriarchy Chaldejců Josepa Emmanuela II. Thomy, spoluvysvětil ho mosulský arcieparcha Syřanů Grégoire Pierre Habra.
V roce 1908 Addáj Šér podnikl dlouhou cestu. Cestoval do Istanbulu, kde ho přijal sultán Abdulhamid II., do Říma, kde se setkal s papežem Piem X., a do Paříže, kde měl příležitost propagovat své práce z oboru orientalistiky mezi místními učenci a některé z nich publikovat.
V roce 1915 se Addáj Šér stal jednou z mnoha obětí masových zločinů spáchaných ve východní Anatolii osmanskými úřady. Toho roku osmanská armáda utrpěla během první světové války na Kavkaze porážku a ze strachu ze vzpoury křesťanského obyvatelstva byl vydán rozkaz vyhladit arménské, řecké a asyrské obyvatelstvo Anatolie. Zpočátku se Addájovi Šérovi podařilo podplatit guvernéra Siirtu 500 librami zlata, aby jeho spoluvěrce šetřil. To některým chaldejským křesťanům umožnilo z města uprchnout. 
Samotnému biskupovi pomohl jeden kurdský hodnostář (aga), který ho ukryl ve svém domě ve vesnici Tanze. Někteří Kurdové, sultánovi poddaní, jako aga z Tanze, náčelník kmenů Hadide a Atamissa, totiž byli přáteli biskupa a ochránci křesťanů. Addáje Šéra přestrojili za Kurda a vyvedli ho tajným východem z jeho sídla. Několik dní biskup zůstal v úkrytu, ale osmanští vojáci, kteří se dozvěděli o jeho útěku, se ho pokusili vystopovat. Protože zjistili, že ho ukryl kurdský náčelník, Kurda vyzvali, aby preláta vydal, jinak že zapálí jeho dům a zabijí ho. Aga se svou rodinou uprchl, ale zbývající Kurdové, čelící přesile, byli nuceni ukázat biskupův úkryt. Addáj Šér byl zajat, brutálně mučen a nakonec nedaleko od vesnice zabit.
Svědek popsal poslední hodiny arcibiskupova života takto: „Jednoho dne, když jsme byli v Siirtu, jsem byl svědkem strašlivé scény, jejíž hlavní postavou byl Jeho Milost Mar Addáj, chaldejský katolický arcibiskup tohoto města. Byl v žalostném stavu, bledý a vyhublý. Vojáci se mu začali vysmívat, tahali ho za vousy, bili ho pažbami svých pušek a stříleli před ním do vzduchu z revolverů. Pak arcibiskupa vyvedli za město a poté, co zabili jeho ochránce, agu Osmana, usmrtili ho střelou do hlavy a uřízli arcibiskupovi hlavu, aby ji ukázali guvernérovi.“ (Joseph Naayem, Shall This Nation Die?) 
Klášter svatého Jakuba, sídlo biskupů poblíž Siirtu, byl vypleněn a zničen. Jeho drahocenná knihovna rukopisů, jejíž katalog vydal Addáj Šér v roce 1905, byla také ztracena. Zachránilo se pouze devatenáct rukopisů, které byly předtím darovány Národní knihovně Francie.

## Dílo
Addáj Šér byl velký znalec syrské literatury. Zasloužil se o objev druhého dílu starověké kroniky katoliků ze Seleukie-Ktésifónu, patriarchů církve Východu. Díky tomu je dnes toto dílo známé jako Siirtská kronika. Addáj Šér se zasloužil o vydání této spolu s jejím překladem do francouzštiny (1908-1919).   Dále editoval a publikoval následující syrské texty: Cause de la foundation des écoles (Barhadbshabba 'Arbaya, vydáno v roce 1908), Livre des scholies (Théodora Bar Koni; 1910) a svazek Traités d'Išaï le docteur et de Ḥnana d'Adiabène sur les martyrs, le Vendredi d'or et les rogations, suivis de la Confession de foi à réciter par les évêques avant l'ordination (1911).
V arabštině Addáj Šér vydal slovník perských slov vypůjčených z arabštiny s názvem Kitāb al-alfāẓ al-Fārisīya al-mu'arrabah (v roce 1908). Je také autorem Histoire de la Chaldée et de l'Assyrie, publikované v arabštině ve dvou svazcích (Bejrút, 1912-1913), katalogů chaldejských knihoven v Siirtu (1905), Mosulu (1907) a Mardinu (1908) i biografických poznámek o syrských autorech.